# آلپس الکتریک
آلپس الکتریک (به ژاپنی: アルプス電気株式会社) شرکت الکترونیکی ژاپنی است، که در زمینه قطعات الکترونیکی، ابزارهای الکترونیکی (مانند پتانسیومتر، حسگر، خازن‌های متغیر، پرینترهای چاپ حرارتی، صفحات لمسی، تاچ‌پد و کلیدهای مدار) و لوازم جانبی خودرو، همچنین ارائه خدمات لجستیکی فعالیت می‌کند.
شرکت آلپس الکتریک در سال ۱۹۴۸ تأسیس شد. دفتر مرکزی این شرکت در شهر اوتا، توکیو، ژاپن قرار دارد و بخشی از سهام آن در بازار بورس توکیو معامله می‌شود. مستر تراست بانک با ۹٫۹ درصد و ژاپن تراستی سرویس بانک با در اختیار داشتن ۱۰٫۱ درصد از سهام آلپس الکتریک، بزرگترین سهام‌داران آن به‌شمار می‌آیند.